# 千葉県道69号長沼船橋線
千葉県道69号長沼船橋線（ちばけんどう69ごう ながぬまふなばしせん）は、千葉県千葉市稲毛区から、船橋市に至る県道（主要地方道）である。通称「御成街道」といわれる。

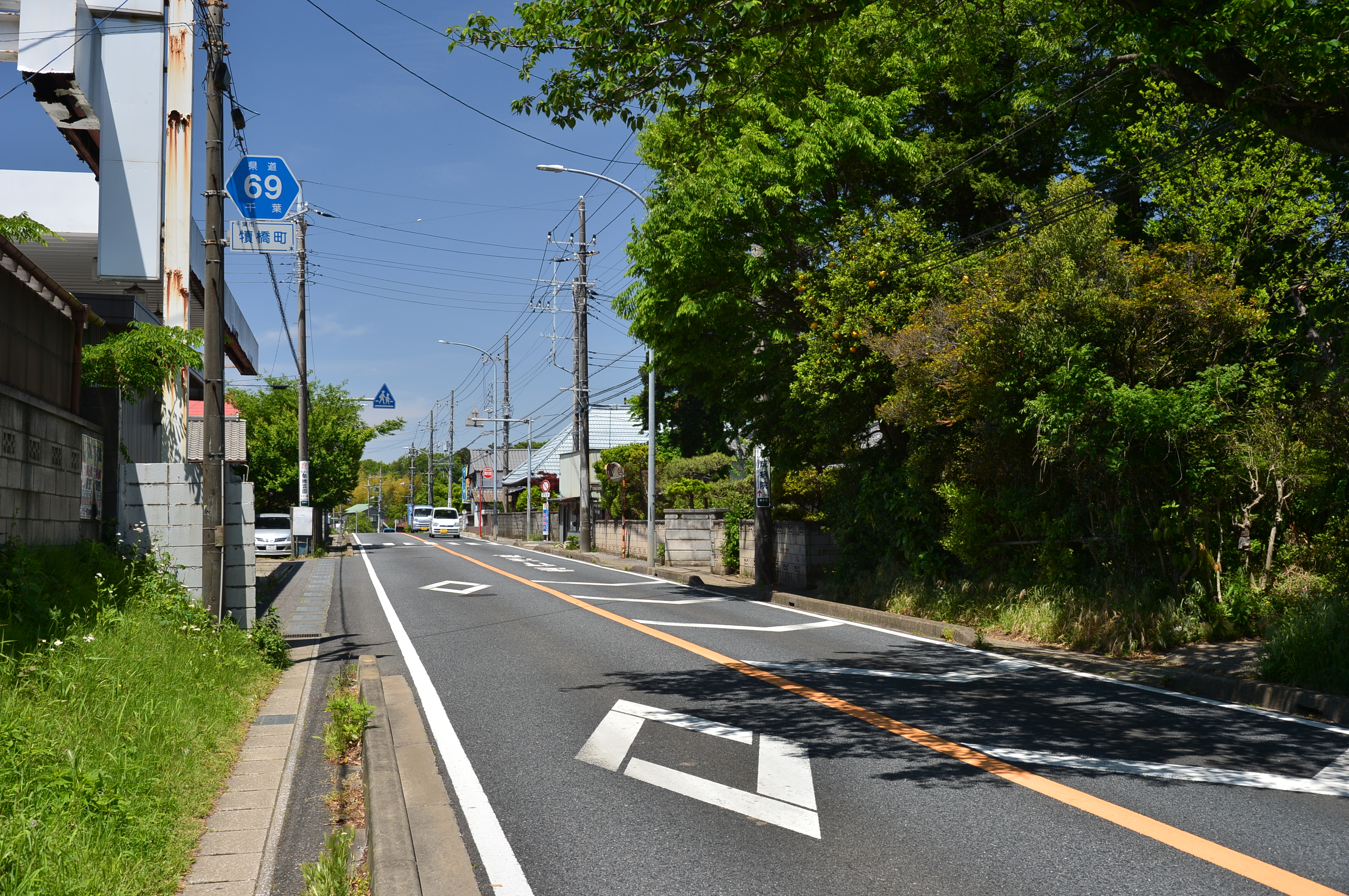
千葉県道69号長沼船橋線・千葉市花見川区犢橋町（2016年5月）

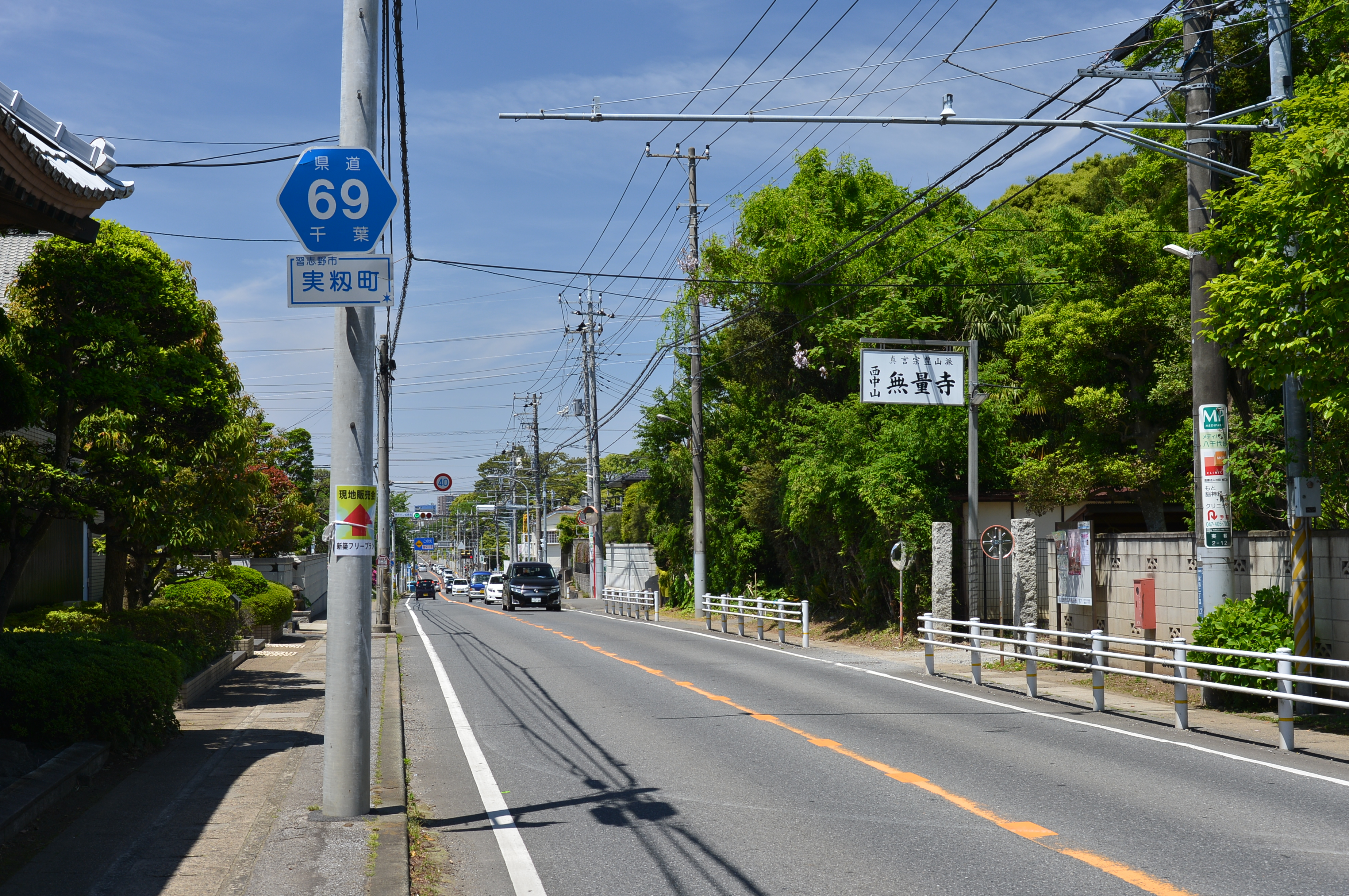
千葉県習志野市実籾町（2016年5月）

## 概要
千葉県千葉市稲毛区長沼町の、国道16号との交点である「長沼」交差点を起点とし、千葉市花見川区、習志野市を経て、船橋市前原西の国道296号との交点である「成田街道入口」交差点を終点とする路線。「御成街道」と通称で言われるほか、かつて称されていた「東金街道」と言われることもある。また、地元の一部の住民の間では「四街道」とも言われる。
慶長18年（1613年）に、徳川家康が土井利勝に命じて作らせた御成街道の一部であり、1920年（大正9年）には、千葉郡津田沼町大字大久保（現在の習志野市大久保）から、印旛郡千代田村大字畔田（現在の千葉県道66号浜野四街道長沼線の四街道市四街道）までの11.4kmの区間が国道特1号に制定された。

### 路線データ
- 起点：千葉市稲毛区長沼町、「長沼」交差点
- 終点：船橋市前原西、「成田街道入口」交差点
- 総延長：*.* km（千葉土木事務所管内：*.* km、千葉市管内：*.* km、葛南土木事務所管内：*.* km）
- 重用延長：*.* km（千葉土木事務所管内：*.* km、千葉市管内：*.* km、葛南土木事務所管内：*.* km）
- 実延長：10.090 km（千葉土木事務所管内：3.888 km[2]、千葉市管内：4.664 km[3]、葛南土木事務所管内：1.538 km[4]）

## 路線状況

### 通称
- 東金街道
- 四街道

### 道路施設
- 天戸大橋（花見川、千葉市花見川区犢橋町 - 同区天戸町）

## 地理

### 通過する自治体
- 千葉県
  - 千葉市（稲毛区-花見川区） - 習志野市 - 船橋市

### 交差する道路
- 国道16号、千葉県道66号浜野四街道長沼線（千葉市稲毛区長沼町、「長沼」交差点、起点）
- 千葉県道72号穴川天戸線（千葉市花見川区天戸町、「天戸台」交差点）
- 千葉県道262号幕張八千代線（習志野市実籾町三丁目、「長作交差点」）
- 千葉県道57号千葉鎌ケ谷松戸線（習志野市実籾町三丁目、「実籾」交差点）
- 千葉県道135号津田沼停車場前原線・千葉県道204号津田沼停車場線（船橋市前原西2丁目、津田沼十字路交差点）
- 国道296号（船橋市前原西、「成田街道入口」交差点、終点）